# Estcourt
Estcourt ist eine Stadt in der südafrikanischen Provinz KwaZulu-Natal. Sie befindet sich in der Gemeinde Inkosi Langalibalele im Distrikt Uthukela. Estcourt hatte 2011 22.071 Einwohner. Die Stadt entstand als Fort zur Bewachung einer Furt über den Bushman River.

## Geografie
Estcourt liegt am Zusammenfluss des Bushman River und des Little Bushman River. Die Haupteisenbahnlinie von Durban nach Johannesburg führt an der Stadt vorbei. Die Entfernung nach Durban beträgt ungefähr 160 Kilometer. Bis zum Eisenbahnübergang über den Tugela sind es 25 Kilometer in nördlicher Richtung. Die N3 führt an der Stadt vorbei. Die Stadt liegt auf einer Höhe von 1196 Metern über dem Meeresspiegel inmitten der hügeligen Landschaft, die die Midlands prägt. Die Drakensberge befinden sich ungefähr 40 Kilometer westlich von Estcourt.
Die durchschnittliche Niederschlagsmenge in Estcourt beträgt 589 Millimeter. Der meiste Niederschlag fällt im Sommer (November bis März). Die geringste Niederschlagsmenge gibt es mit 1 Millimeter im Juni. Der meiste Niederschlag fällt im Januar (107 Millimeter). Die durchschnittliche Höchsttemperatur in Estcourt variiert von 18,7 °C im Juni bis zu 26,4 °C im Januar. Der kälteste Monat ist der Juni. Hier liegen die durchschnittlichen Tiefsttemperaturen nachts bei 1,7 °C.

## Geschichte
Die frühesten bekannten Bewohner der Region um Estcourt waren die San, ein Volk von Jägern und Sammlern. Sie wurden von Bantuvölkern, die Hirten waren, vertrieben. Eine wichtige Rolle spielten dabei die Zulu, ein Stamm, der im frühen 18. Jahrhundert eine Identität als eigenes Volk entwickelte. Die San zogen sich in die Ausläufer der Drakensberge zurück. Im frühen 19. Jahrhundert baute sich der Zulu-König Shaka sein Reich auf (Mfecane). Deshalb schien das Land fast unbewohnt, als die ersten weißen Siedler in der Region um Estcourt ankamen.
Das Estcourt Fort wurde zur Sicherung der Furt und des Waren- und Viehtransports gebaut. Es wurde 1847 das erste Mal belegt. Um das Fort herum wurden eine Handelsstation, eine Schmiede und ein Gasthof gebaut. 1863 wurde der Ort Estcourt genannt, zu Ehren des britischen Parlamentsmitglieds Thomas Estcourt, der die Zuwanderung von Siedlern in das Gebiet finanziell unterstützte.

## Persönlichkeiten
- John Caister Bennett (1914–1990), Beamter und Amateurastronom, geboren in Estcourt
- Darrel Charles Herbert Plowes (1925–2016), Botaniker, geboren in Estcourt